# Ligue des justes
Pour les articles homonymes, voir Ligue.
Pour l’article homonyme, voir Asaïb Ahl al-Haq, pour le mouvement chiite radicale surnommé ligue des justes..
La Ligue des justes (Bund der Gerechten) est un groupe socialiste créé en 1836 à Paris par des socialistes allemands en exil. Elle fut créée à l'initiative de Wilhelm Weitling, un tailleur immigré en France en 1834 et qui faisait alors partie de la Ligue des bannis. En 1839, son bureau central fut installé à Londres et il faut attendre 1847 pour qu'elle soit rebaptisée Ligue des communistes sous l'influence de ses deux membres emblématiques Karl Marx et Friedrich Engels.

## Historique
À l'origine, la Ligue des justes s'était donné pour but de libérer l'Allemagne de l'oppression et de mettre un terme aux divisions de l'humanité. Elle est directement issue d'une société secrète à la hiérarchie très stricte dirigée par Jacob Venedey, la Ligue des bannis. Composée essentiellement d'intellectuels issus de la petite bourgeoisie, elle interdisait à ses membres d'origine modeste, des artisans et des ouvriers, toute participation aux débats lors des grandes décisions. Ce furent ces derniers qui, mécontents de leur statut, fondèrent une nouvelle organisation appelée la Ligue des justes entre 1836 et 1838.
En 1834, des émigrés politiques allemands avaient déjà fondé à Paris la Ligue secrète républicaine démocratique des proscrits, qui disparut peu après 1840. Mais dès 1836, la fraction la plus radicale, formée pour l'essentiel d'ouvriers, en était sortie pour fonder une société secrète, la Ligue des justes. Influencée par le babouvisme, ils réclament l'égalité et la communauté des biens. Ses membres sont le plus souvent tailleurs ou ébénistes, deux corps de métiers où les Allemands sont nombreux à Paris. 
L'ouvrier tailleur suisse Wilhelm Weitling (1808-1871) est le principal théoricien de la Ligue des justes. Son livre L'Humanité telle qu'elle est et telle qu'elle devrait être, publié en 1838 à Paris, s'inspire fortement des Paroles d'un croyant de Lamennais. Il y propose un système communiste, d'inspiration religieuse, fondé sur la communauté des biens, l'organisation de la population en familles et groupes de familles, et des conseils élus pour diriger la production agricole et industrielle. Son influence est grande dans les premiers cercles communistes, car ses voyages lui permettent d'avoir des contacts en Suisse, en Allemagne et en France. La Ligue des justes devient, de fait, la branche allemande de la Société des saisons d'Auguste Blanqui et d'Armand Barbès. Le 12 mai 1839, lorsque celle-ci tente de déclencher une insurrection à Paris, les ouvriers allemands de la Ligue des justes y participent, ce qui vaudra à plusieurs de ses membres d'être emprisonnés, puis exilés. Weitling lui-même est obligé de quitter la France pour la Suisse en 1841. Il y publie un journal en langue allemande, Der Hülferuf der deutschen Jugend (Le cri de détresse de la jeunesse allemande), essentiellement diffusé en France. 
Les théories de Weitling préconisaient une révolution non seulement politique mais également sociale par la fin du règne de la propriété. Seul un tel bouleversement social pouvait, selon lui, garantir la libération du prolétariat, là où une révolution uniquement politique aboutirait à un simple remaniement de la Constitution. Ses thèses se détournaient des idées énoncées par les socialistes utopistes français. Weitling ne voyait par exemple pas dans les coopératives une solution possible à la lutte des classes mais posait plutôt le postulat d'une incompatibilité d'intérêts entre les masses laborieuses (le prolétariat) et la bourgeoisie. Il voyait dans la Ligue des justes un moyen de concevoir une politique qui puisse permettre au prolétariat de défendre ses propres intérêts.
La Ligue des justes connut un succès discret et ne réussit pas à réellement capter l'attention des responsables politiques. Il faut attendre 1839 pour que la Ligue s'engage aux côtés d'Auguste Blanqui et de la Société des saisons dans la rébellion contre la Monarchie de juillet. Après l'échec de la rébellion, elle installa son bureau central à Londres la même année. Elle est rebaptisée Ligue des communistes en 1847 sous l'influence de Karl Marx et Friedrich Engels.
Le deuxième congrès de la Ligue des communistes, qui eut lieu du 29 novembre au 8 décembre 1847 et rassembla des groupes de plus de 30 pays — dont la France, les Pays-Bas, la Belgique, certains États de la Confédération germanique, la Suède, la Suisse, la Grande-Bretagne et les États-Unis —, aboutit à la rédaction par Marx et Engels du Manifeste du Parti communiste (sur commande de la Ligue), publié à Londres à la fin du mois de février 1848 et diffusé ensuite dans toute l'Europe.
Malgré la coïncidence des dates, la publication du Manifeste n'eut pas grande-chose à voir avec le Printemps des peuples, des soulèvements survenus durant la même période dans différents pays d'Europe tels la Révolution française de 1848 en France ou plus tard la Révolution de Mars au sein de la Confédération germanique. Le manifeste servit par contre de base idéologique pour la formation ultérieure des partis socialistes et communistes.

## Sources
- (de) Cet article est partiellement ou en totalité issu de l’article de Wikipédia en allemand intitulé « Bund der Gerechten » (voir la liste des auteurs).